# Vaalborstspecht
De vaalborstspecht (Dendrocopos macei) is een vogel uit de familie Picidae (Spechten).

## Verspreiding en leefgebied
Deze soort komt voor van noordelijk Pakistan tot noordelijk Myanmar en telt twee ondersoorten:
- D. m. westermani: van noordelijk Pakistan en noordwestelijk India tot westelijk Nepal.
- D. m. macei: van centraal Nepal en oostelijk India tot noordelijk Myanmar.

## Status
De grootte van de populatie is niet gekwantificeerd maar het voorkomen van deze soort wordt omschreven als variërend van plaatselijk algemeen tot zeldzaam. Op de Rode lijst van de IUCN heeft deze soort de status niet bedreigd.